# Nikolaj Karamzin

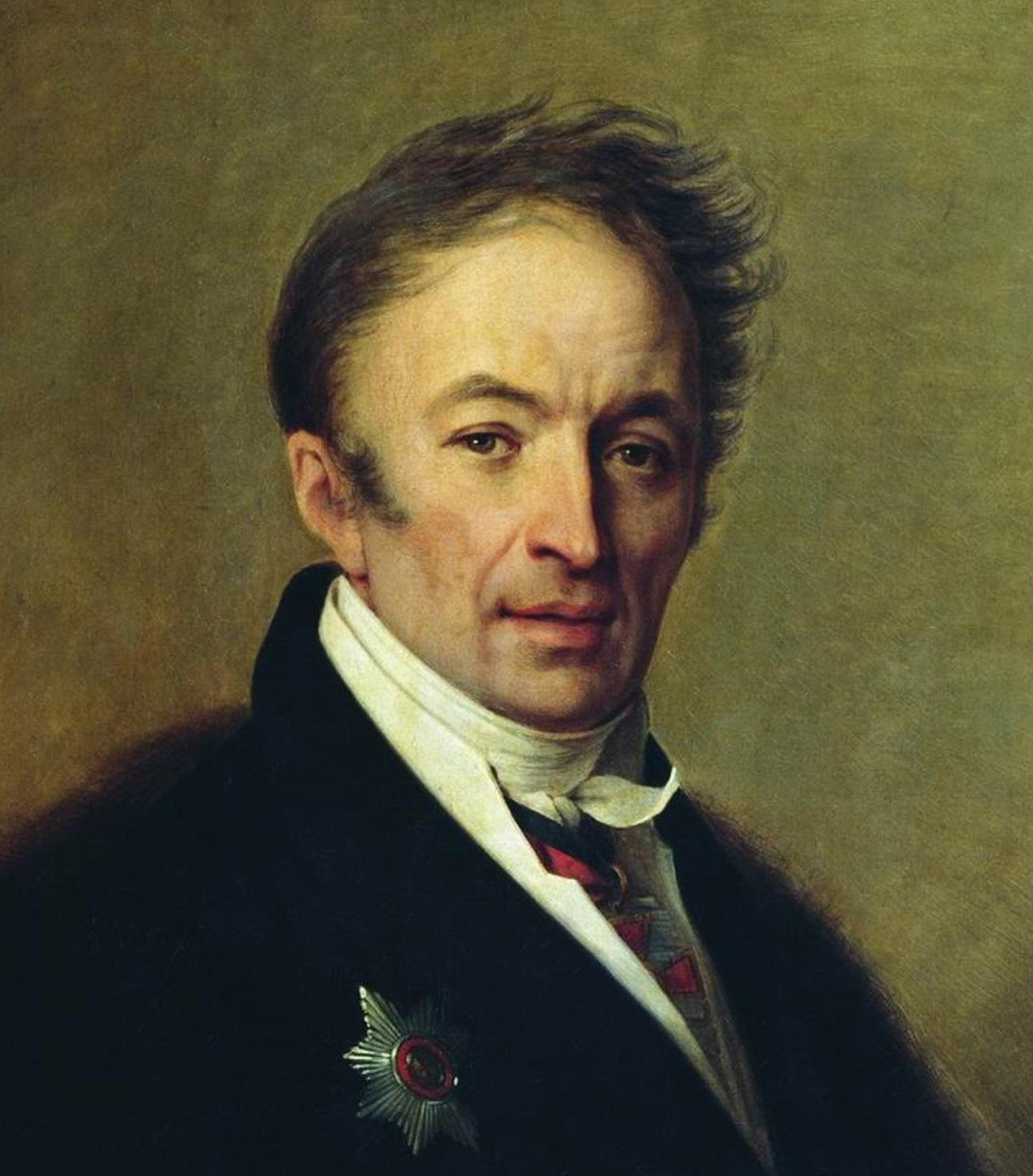
Nikolaj Karamzin

Nikolaj Michajlovitsj Karamzin (Russisch: Николай Михайлович Карамзин) (Michajlovka, 1 (12) december 1766 – Sint-Petersburg, 22 mei (3 juni) 1826) was een Russisch schrijver, criticus en historicus. 

## Leven en werk
Karamzin werd geboren als zoon van een militair officier en grootgrondbezitter in de buurt van Simbirsk. Hij werd opgeleid door een huisleraar. In 1789 maakte hij een lange reis door Duitsland, Frankrijk, Zwitserland en Engeland, waarvan hij later verslag deed in zijn Brieven van een Russische reiziger (1791-1792). 
Karamzin is vooral bekend geworden door zijn Geschiedenis van Rusland (1818), feitelijk de eerste omvattende geschiedschrijving van het land. Het werk droeg sterk bij aan de nationale bewustwording in Rusland na de overwinning op Napoleon in 1812. Als historicus benaderde Karamzin (als eerste in Rusland) de geschiedenis op een wetenschappelijke en methodische manier, eerder dan louter kronieken over het tijdsgebeuren te verzamelen. Karamzin toont zich in zijn werk een duidelijk voorstander van de autocratie en keert zich tegen de Franse Revolutie.
Karamzin heeft als schrijver ook veel invloed gehad op de Russische taal, omdat hij er tal van oud-Slavische archaïsmen uit verwijderde en nieuwe, vaak aan westerse talen ontleende, woorden invoerde.

## In Nederlandse vertaling
- Nikolaj Karamzin, Brieven van een Russische reiziger, vertaling en toelichtingen Emmanuel Waegemans, vertaling gedichten Arie van der Ent en Michel Lambrecht, 2019. ISBN 9789081673891